# Andreas Bo - Indenrigs
Andreas Bo – Indenrigs er et sketchshow, der forgår i en lufthavn. Sketchshowet havde premiere med 1. sæson 28. januar 2012 kl. 21.25 på TV2 og 2. sæson 14. august 2012 kl. 20:45. I sketchshowet spiller Andreas Bo Pedersen alle roller, om det så er en kendt eller en almindelig dansker. I sketchshowet kan man stifte bekendtskab med den homoseksuelle steward Sverre, den oversmarte juicer Oliver, de entusiastiske flyspottere og den neurotiske rengøringskone Gülsen. Idén til sketchshowet kom fra Andreas selv der gerne vil have sine parodier ud af Bremen og sætte dem fri i "virkeligheden". Sketchshowet er optaget i Malmö Airport og producereret af Douglas Entertainment.
Program er tydeligt inspireret af den britiske tv-serie Come Fly with Me.

## Ekstern henvisning
- Andreas Bo – Indenrigs på TV 2 PLAY Arkiveret 26. september 2018 hos  Wayback Machine